# Trifthütte
Die Trifthütte ist eine Berghütte der Sektion Bern des Schweizer Alpen-Clubs (SAC). Sie liegt im Kanton Bern in der Schweiz unterhalb des Hinter Tierberg auf 2520 m ü. M. Die 1864 eingeweihte Hütte wurde in den Jahren bis 1947 dreimal neugebaut, bevor sie 2007 mit einem Um- und Anbau den heutigen Zustand erreichte. Die Hütte bietet 40 Schlafplätze und ist in der Wintersaison von März bis Mai und in der Sommersaison von Mitte Juni bis Mitte Oktober bewartet. Ende Januar 2021 wurde die Hütte durch eine Lawine beschädigt und ist seitdem nicht nutzbar. Ein Neubau soll 2025 begonnen werden und im Frühjahr 2026 abgeschlossen sein. Der Sommerweg wurde demontiert und wird bis zur Eröffnung der neuen Hütte nicht gepflegt.

## Tourenmöglichkeiten

### Zugänge
- Nessental (im Gadmertal) – Triftbahn – Underi Trift – Triftbrücke – Trifthütte (5–6 Stunden, Schwierigkeit T4)
- Sustenpass – Steigletscher – Parkplatz Umpol – Steilimigletscher – Steilimi – Triftweg – Trifthütte
- Guttannen – Furtwangsattel – Tälliseeli – Sacklimi – Triftgletscher – Trifthütte
- Hotel Belvédère (Furkapass-Strasse) – Rhonegletscher – Undri Triftlimi – Triftgletscher – Trifthütte

### Übergänge zu Nachbarhütten
- Chelenalphütte (2350 m) über Tierberglilücke und Sustenlimi
- Windegghütte (1887 m) über Triftgletscher (3 ½ Stunden, T5)
- Tierberglihütte (2795 m) über Tierberglücke

### Gipfel (Auswahl)
- Steinhüshorn (3121 m)
- Gwächtenhorn (3214 m)
- Dammastock (3630 m)
- Giglistock (2900 m)